# Кржижановский, Иероним Осипович
Иероним Осипович Кржижановский (1819—1875) — российский юрист, правовед, специалист в области польского права

## Биография
Родился в 1819 году. В 1843 году окончил юридический факультет Санкт-Петербургского университета со степенью кандидата и 11 октября был определён судебным аппликантом при Варшавском гражданском трибунале; 18 апреля 1844 года назначен в канцелярию переводов при комиссии юстиции; 2 апреля 1845 года назначен для занятий в суде исправительной полиции 1-го отделения Варшавского уезда; 17 сентября 1846 года причислен временно к комиссии для ревизии составления законов Царства Польского в качестве чиновника Правительственной комиссии юстиции царства.
В 1850 году был избран ординарным профессором Петербургского университета по кафедре польских гражданских законов и судопроизводства и занимал эту должность до осени 1859 года, когда получил назначение членом Совета народного просвещения и визитатором училищ Варшавского учебного округа. В 1856—1858 годах находился в заграничной командировке для изучения судебной практики в Средней и Западной Европе.
Напечатал: «О гипотечном праве»[sic] (СПб., 1855) и «Взгляд на современное законодательство во Франции» (ЖМНП. — 1858. — Ч. 98).
В 1866 году (22 июля) был произведён в действительные статские советники. Награждён орденами Св. Владимира 3-й степени (1867) и Св. Станислава 1-й степени (1873).
Умер в 1875 году.